# Bill Williams (Schauspieler)
Bill Williams (* 21. Mai 1915 in Brooklyn, New York als Hermann August Wilhelm Katt; † 21. September 1992 in Burbank, Kalifornien) war ein US-amerikanischer Schauspieler.

## Leben und Karriere
Bill Williams wurde unter dem Namen Hermann August Wilhelm Katt als Sohn deutscher Auswanderer in Brooklyn geboren und besuchte das Pratt Institute. In seiner Jugend galt Williams als großes Schwimmtalent und wurde zunächst professioneller Schwimmer, ehe er mit Auftritten in Regionaltheatern und Vaudeville-Shows seine Schauspielkarriere begann. Nach seinem Einsatz im Zweiten Weltkrieg unterschrieb er einen Studiovertrag mit RKO Pictures. Hier erhielt er schnell größere Nebenrollen in größeren Filmproduktionen, beispielsweise im starbesetzten Musical Till the End of Time. Ansonsten spielte er besonders oft in Western und Film noirs. Daneben spielte er einige Hauptrollen in B-Filmen, beispielsweise als zufällig in einen Mordfall verwickelter Matrose in Deadline at Dawn (1946) an der Seite von Susan Hayward oder als des Mordes beschuldigter Kriegsveteran mit Erinnerungslücken in The Clay Pigeon (1949).
Den Höhepunkt seiner Popularität in den USA erreichte er in den 1950er-Jahren durch die Fernsehserie The Adventures of Kit Carson, in der er in insgesamt 105 Episoden eine fiktionalisierte Version des Trappers Kit Carson verkörperte. In der Sitcom Date with the Angels spielte er zwischen 1957 und 1958 den Ehemann von Betty White, eine weitere Serienhauptrolle hatte er zwischen 1960 und 1961 als Fahrer eines Charterboots in der Abenteuerserie Assignment: Underwater. In späteren Jahren beschränkten sich Williams Rollen überwiegend auf Gastauftritte im US-Fernsehen. 1970 war er in Howard Hawks’ letztem Film Rio Lobo an der Seite von John Wayne in einer Nebenrolle als Sheriff zu sehen. Seinen letzten Auftritt absolvierte Williams 1981 als Cowboy in dem Fernsehfilm Goldie and the Boxer Go to Hollywood an der Seite von O. J. Simpson. 
Am 22. Juni 1946 heiratete Williams seine Schauspielkollegin Barbara Hale. Die Ehe hielt bis zu seinem Tod und sie standen gemeinsam für mehrere Filmen, darunter dem Trashstreifen Angriff der Riesenspinne von 1975, vor der Kamera. Das Paar hat zwei Töchter, Jody und Juanita, sowie den ebenfalls als Schauspieler bekannten Sohn William Katt. Bill Williams starb 1992 im Alter von 77 Jahren an einem Gehirntumor und wurde auf dem Forest Lawn Memorial Park in Hollywood Hills beigesetzt. An Bill Williams erinnert ein Stern auf dem Hollywood Walk of Fame in der Kategorie Fernsehen.

## Filmografie (Auswahl)
- 1944: Murder in the Blue Room
- 1944: Dreißig Sekunden über Tokio (Thirty Seconds Over Tokyo)
- 1945: Der Leichendieb (The Body Snatcher)
- 1945: Sing Your Way Home
- 1946: Deadline at Dawn
- 1946: Till the End of Time
- 1949: The Clay Pigeon
- 1949: Die Stadt der rauhen Männer (Fighting Man of the Plains)
- 1949: The Stratton Story
- 1949: A Woman’s Secret
- 1950: Die Todesschlucht von Arizona (The Cariboo Trail)
- 1950: In der Hölle von Missouri (California Passage)
- 1951–1955: The Adventures of Kit Carson (Fernsehserie, 105 Folgen)
- 1951: Sein letzter Verrat (The Last Outpost)
- 1951: In Rache vereint (The Great Missouri Raid)
- 1952: Teufelskerle des Ozeans (Torpedo Alley)
- 1952: Bleichgesicht Junior (Son of Paleface)
- 1952: Die Rose von Cimarron (Rose of Cimarron)
- 1956: Gegen das Gesetz (The Broken Star)
- 1957–1958: Date with the Angels (Fernsehserie, 33 Folgen)
- 1958: Raumrakete X 7 (Space Master X-7)
- 1958: Dezernat M (M Squad; Fernsehserie, Folge Girl Lost)
- 1959: Al Capone kehrt zurück (The Scarface Mob)
- 1960: Stoßtrupp Saipan (Hell to Eternity)
- 1960–1961: Assignment: Underwater (Fernsehserie, 39 Folgen)
- 1962–1965: Perry Mason (Fernsehserie, 4 Folgen)
- 1962/1963: 77 Sunset Strip (Fernsehserie, 2 Folgen)
- 1964: Das Gesetz der Gesetzlosen (Law of the Lawless)
- 1965: Spaceflight IC-1
- 1965: Cowboy-Melodie (Tickle Me)
- 1967: Acht gehen türmen (Eight on the Lam)
- 1970: Rio Lobo
- 1973: Die Straßen von San Francisco (The Streets of San Francisco; Fernsehserie, Folge The Unicorn)
- 1974–1978: Make-Up und Pistolen (Police Woman; Fernsehserie, 4 Folgen)
- 1975: Angriff der Riesenspinne (The Giant Spider Invasion)
- 1978: Feuer aus dem All (A Fire in the Sky; Fernsehfilm)
- 1981: Goldie and the Boxer Go to Hollywood (Fernsehfilm)